# Drew MacIntyre
Drew MacIntyre (* 24. Juni 1983 in Charlottetown, Prince Edward Island) ist ein kanadischer Eishockeytorwart, der seit Januar 2018 beim HKm Zvolen aus der slowakischen Extraliga unter Vertrag steht.

## Karriere

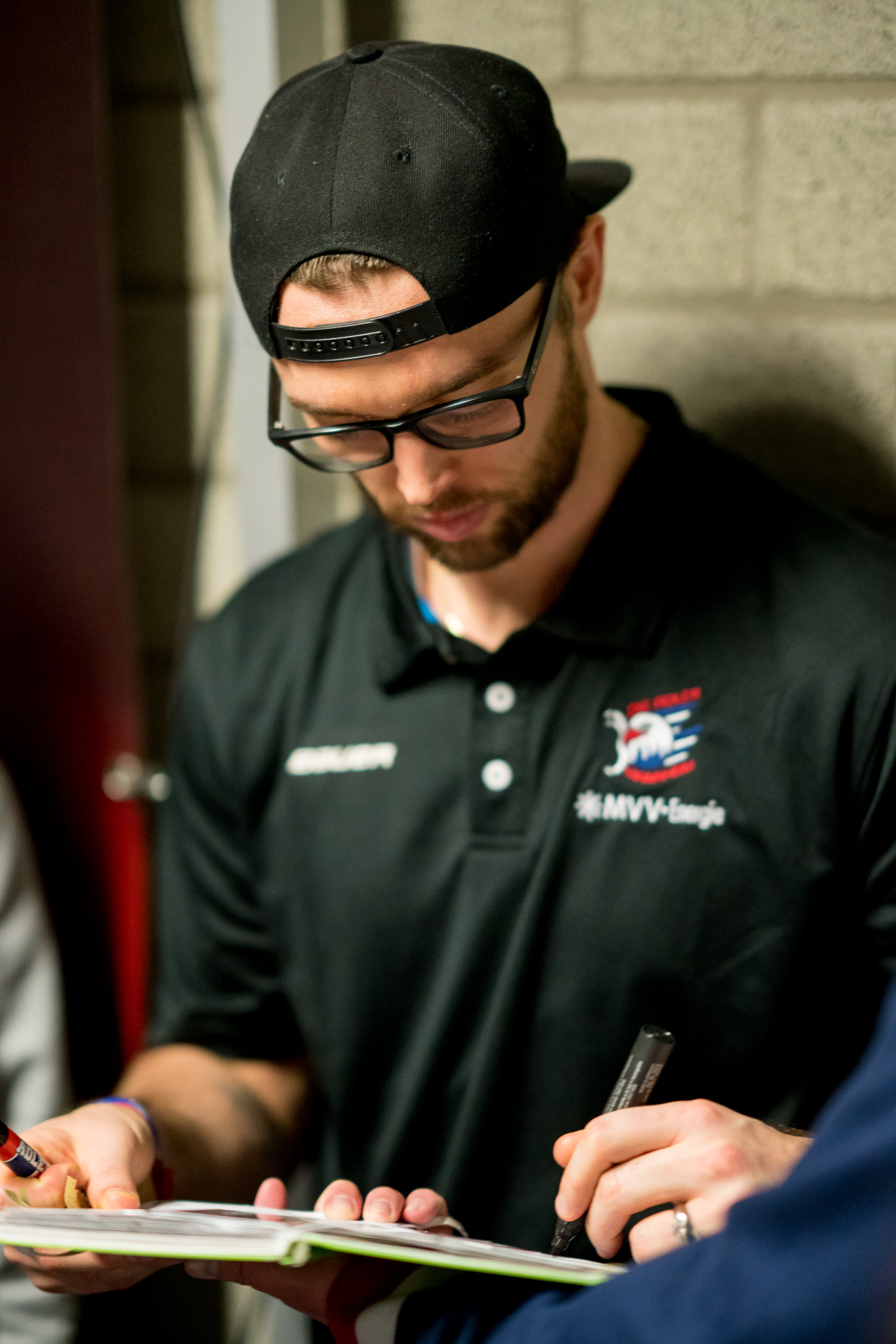
Drew MacIntyre (2017)

Drew MacIntyre begann seine Karriere als Eishockeyspieler bei den Sherbrooke Castors, für die er von 1999 bis 2003 in der kanadischen Juniorenliga Québec Major Junior Hockey League aktiv war. In dieser Zeit wurde er im NHL Entry Draft 2001 in der vierten Runde als insgesamt 121. Spieler von den Detroit Red Wings ausgewählt, kam dort allerdings zu keinen Einsätzen. Stattdessen lief der Torwart von 2003 bis 2006 für deren Farmteam, die Toledo Storm aus der ECHL, sowie von 2004 bis 2006 die Grand Rapids Griffins aus der American Hockey League, auf. Am 12. September 2006 gaben die Red Wings MacIntyre an ihren Ligarivalen, die Vancouver Canucks ab, für die er am 13. Dezember 2007 im Spiel gegen die San Jose Sharks sein Debüt in der National Hockey League gab. In der gleichen Spielzeit stand er zudem gegen die Dallas Stars zwischen den Pfosten. Die restliche Zeit im Franchise der Canucks verbrachte er allerdings bei deren AHL-Farmteam, den Manitoba Moose.
Am 1. Juli 2008 erhielt MacIntyre als Free Agent einen Vertrag bei den Nashville Predators, spielte jedoch ausschließlich für deren AHL-Farmteam, die Milwaukee Admirals. Am 4. Juli 2009 unterschrieb der Kanadier beim NHL-Klub Atlanta Thrashers. Diese setzten ihn im Farmteam bei den Chicago Wolves in der American Hockey League ein, ehe der Torwart Ende Februar 2011 kurz vor der Trade Deadline in einem Tauschhandel für Brett Festerling an die Canadiens de Montréal abgegeben wurde. Am 7. Juli 2011 unterzeichnete MacIntyre einen Kontrakt für ein Jahr bei den Buffalo Sabres und kam im folgenden Spieljahr, neben zwei NHL-Einsätzen, hauptsächlich bei den Rochester Americans in der AHL zum Einsatz.
Im Mai 2012 wurde er vom HC Lev Prag aus der Kontinentalen Hockey-Liga verpflichtet und war während der Verletzung von Tomáš Pöpperle Stammtorhüter des Klubs. Nach Genesung von Pöpperle und der Verpflichtung von Jakub Štěpánek kam MacIntyre nicht mehr zum Einsatz und verließ den Verein Ende November 2012. Über die Reading Royals kam MacIntyre zu den Toronto Marlies, für die er den Rest der Saison 2012/13 sowie die Saison 2013/14 auf dem Eis stand. Darüber hinaus kam er auch zu zwei NHL-Einsätzen für die Toronto Maple Leafs. Im Juli 2014 gaben ihn die Maple Leafs an die Carolina Hurricanes ab. Im Februar 2016 wurde MacIntyre im Austausch gegen Dennis Robertson zu den Chicago Blackhawks transferiert. Zwei Monate später gaben die Hamburg Freezers aus der Deutschen Eishockey Liga die Verpflichtung von MacIntyre bekannt, welcher einen Zweijahresvertrag bei den Hanseaten unterschrieb, der aufgrund der Insolvenz des Teams aber nichtig wurde. Nach einem kurzen Engagement beim KHL Medveščak Zagreb in der Kontinentalen Hockey-Liga wechselte MacIntyre im Januar in die Deutsche Eishockey Liga zu den Adler Mannheim. Im Oktober 2017 erhielt MacIntyre einen Vertrag bei den Straubing Tigers aus der Deutschen Eishockey Liga. Im Januar 2018 verließ der Torhüter das Team aus Niederbayern und wechselte zum HKm Zvolen aus der slowakischen Extraliga.

## Erfolge und Auszeichnungen
| - 2008 Teilnahme am AHL All-Star Classic - 2008 AHL Second All-Star Team - 2009 AHL Second All-Star Team | - 2015 Spengler-Cup-Gewinn mit dem Team Canada - 2016 Spengler-Cup-Gewinn mit dem Team Canada |

## NHL-Statistik
Stand: Ende der Saison 2015/16
(Legende zur Torhüterstatistik: GP oder Sp = Spiele insgesamt; W oder S = Siege; L oder N = Niederlagen; T oder U oder OT = Unentschieden oder Overtime- bzw. Shootout-Niederlage; Min. = Minuten; SOG oder SaT = Schüsse aufs Tor; GA oder GT = Gegentore; SO = Shutouts; GAA oder GTS = Gegentorschnitt; Sv% oder SVS% = Fangquote; EN = Empty Net Goal; 1 Play-downs/Relegation; Kursiv: Statistik nicht vollständig)